# Difrakciona rešetka
U optici, difrakciona rešetka je optička komponenta sa periodičnom strukturom koja cepa i difraktira svetlost na nekoliko snopova koji putuju u različitim pravcima. Nova obojenost je oblik strukturne obojenosti. Pravac ovih zraka zavisi od razmaka rešetke i talasne dužine svetlosti tako da rešetka deluje kao disperzivni element. Zbog toga se rešetke obično koriste u monohromatorima i spektrometrima.
Za praktičnu primenu, rešetke uglavnom imaju grebene ili rebra na svojoj površini, a ne tamne linije. Takve rešetke mogu biti propusne ili reflektujuće. Takođe se proizvode rešetke koje moduliraju fazu, a ne amplitudu upadne svetlosti, često koristeći holografiju.
Principe difrakcionih rešetki otkrio je Džejms Gregori, oko godinu dana nakon eksperimenata na prizmi [Isaac Newton[|Isaka Njutna]], u početku sa predmetima poput ptičjeg perja. Prva difrakciona rešetka, koju je napravio čovek, napravljena je oko 1785. godine zaslugom izumitelja iz Filadelfije Dejvida Ritenhausa, koji je nanizao dlake između dva vijka sa finim navojem. Ovo je bilo slično difrakcionoj rešetki nemačkog fizičara Jozefa fon Fraunhofera iz 1821. godine. Rešetke sa najnižom udaljenošću linije (d) stvorio je tokom 1860-ih Fridrih Adolf Nobert (1806–1881) u Grajfsvaldu; zatim su dvojica Amerikanaca Luis Moris Raderfard (1816–1892) i Vilijam B. Rodžers (1804–1882) preuzeli vođstvo; a do kraja 19. veka konkavne rešetke Henrija Avgusta Rolanda (1848–1901) bile su najbolje među dostupnima.
Difrakcija može stvoriti „dugine” boje kada se za osvetljenje koristi izvor svetlosti širokog spektra (npr. kontinuiranog). Primeri su blistavi efekti usko raspoređenih uskih tragova na optičkim diskovima za čuvanje podataka poput CD-a ili DVD-a, dok slični dugini efekti izazvani tankim slojevima ulja (ili benzina itd.) na vodi nisu uzrokovani rešetkom, već pre interferencijskim efektima u refleksijama usko razmaknutih propusnih slojeva (videti primere ispod). Rešetka ima paralelne linije, dok CD ima spiralu fino raspoređenih zapisa. Difrakcione boje se takođe pojavljuju kada se pogleda na izvor svetlih tačaka kroz transluscentni pokrivač od kišobrana. Dekorativni šablonirani plastični filmovi sa uzorkom zasnovanom na reflektivnim rešetkama su vrlo jeftini i uobičajeni.

## Prirodne rešetke
Poprečno prugasti mišići su najčešća prirodna difrakciona rešetka i to je pomoglo fiziolozima u određivanju strukture takvih mišića. Pored ovoga, hemijske strukture kristala mogu se smatrati difrakcionim rešetkama za druge tipove elektromagnetnog zračenja osim vidljive svetlosti, što je osnova za tehnike kao što je rendgenska kristalografija.
Često se sa difrakcionim rešetkama pogrešno poistovećuju iridescentne boje paunovog perja, sedefa i krila leptira. Iridescencija kod ptica, riba i insekata često je uzrokovana interferencijom tankog filma, a ne difrakcionom rešetkom. Difrakcija stvara čitav spektar boja s promenom ugla gledanja, dok interferencija tankog filma obično proizvodi mnogo uži opseg. Površine cvetova takođe mogu stvoriti difrakciju, mada su ćelijske strukture u biljkama obično previše nepravilne da bi se dobila fina geometrija proreza neophodna za difrakcionu rešetku. Iridescentini signal cveća je stoga primetan samo veoma lokalno i stoga nije vidljiv čoveku i insektima koji posećuju cveće. Međutim, prirodne rešetke se javljaju kod nekih beskičmenjaka, poput paunskih pauka, antena semenih škampa, a otkrivene su i u fosilima Burgeskih škriljaca.

## Literatura
- Овај чланак садржи материјал у јавном власништву из документа General Services Administration („Federal Standard 1037C”).
- Hutley, Michael (1982). Diffraction Gratings. Techniques of Physics. 6. Academic Press. ISBN 978-0-12-362980-7. ISSN 0308-5392.
- Loewen, Erwin; Popov, Evgeny (1997). Diffraction Gratings and Applications. CRC. ISBN 978-0-8247-9923-6.
- Palmer, Christopher (2020). „Diffraction Grating Handbook” (8th изд.). MKS Newport.[мртва веза]
- Greenslade, Thomas B. (2004). „Wire Diffraction Gratings”. Phys. Teach. 42 (2): 76—77. Bibcode:2004PhTea..42...76G. doi:10.1119/1.1646480. Архивирано из оригинала 29. 07. 2020. г. Приступљено 14. 09. 2020.
- Abrahams, Peter. „Early Instruments of Astronomical Spectroscopy”. Архивирано из оригинала 13. 04. 2021. г. Приступљено 14. 09. 2020.
- Grossman, William E. L. (septembar 1993). „The optical characteristics and production of diffraction gratings: A quantitative explanation of their experimental qualities with a description of their manufacture and relative merits”. J. Chem. Educ. 70 (9): 741. Bibcode:1993JChEd..70..741G. doi:10.1021/ed070p741.
- „Volume phase holography gratings”. National Optical Astronomy Observatories.
- Goodman, Joseph W. (1996). Introduction to Fourier optics. New York: McGraw-Hill. ISBN 0-07-024254-2.
- Abramowitz Milton & Stegun Irene A,1964, Dover Publications Inc, New York.
- Born M & Wolf E, Principles of Optics, 1999, 7th Edition, Cambridge University Press,  978-0-521-64222-4
- Heavens OS and Ditchburn W, 1991, Insight into Optics, Longman and Sons, Chichester  978-0-471-92769-3
- Hecht Eugene, Optics, 2002, Addison Wesley,  0-321-18878-0
- Jenkins FA & White HE, 1957, Fundamentals of Optics, 3rd Edition, McGraw Hill, New York
- Lipson A, Lipson SG, Lipson H, 2011, Optical Physics, 4th ed., Cambridge University Press,  978-0-521-49345-1
- Longhurst RS, 1967, Geometrical and Physical Optics, 2nd Edition, Longmans, London
- Whittaker and Watson, 1962, Modern Analysis, Cambridge University Press.
- Können, G. P. (1985). Polarized Light in Nature. Cambridge University Press. стр. 72–73. ISBN 978-0-521-25862-3.